# آسرحدون
اشور-أخي-ادن أو اشور- أههئ- يدينا بالأكادي الذي يعطي معنى الإله آشور أعطى أخاً، وورد اسمه في التناخ بصيغة  أسرحدّون. هو ابن سنحاريب وحفيد سرجون الثاني وهو من ملوك آشور (680 - 669 قبل الميلاد) في الدولة الآشورية الحديثة . وقد اعتلى العرش إثر مؤامرة داخلية في البلاط الملكي تزعمها أخوه أردا موليسو وراح ضحيتها والده سنحاريب ولكن آسرحدون تصدى للمتآمرين وحاربهم وانتصر على أخيه وأعلن نفسه ملكا . أعاد النظر في سياسة والده تجاه بابل فأعاد إعمارها وأعاد تمثال مردوخ واسترضى كهنتها وشيد فيها معابدا كثيرة ؛ وبحكم علاقاته الودية مع بابل عندما كان وليا للعهد فقد استطاع أن يوفق بين العاصمتين بابل وآشور.
كانت تدور في ذهنه منذ زمن طويل فكرة القضاء على عدوه الرئيس طهارقة ملك نبتة الذي أحكم سيطرته على مصر واستطاع أن يجمع حوله كل أعداء الدولة الآشورية من ملوك وأمراء في فلسطين وسوريا وفينيقيا (لبنان حاليا) . وكان هؤلاء يترقبون الفرصة المناسبة للتخلص من حكم آشور ونفوذها . وبعد أن تمكن آسر حدون من فرض هيبته على الساحل السوري توجه إلى محاربة طهارقة في مصر. وفي طريقه إليها قضى على أشد خصومه السوريين وهو عبدي ميلكوتي ملك صور الذي هرب إلى البحر، كما يذكر آسرحدون في كتاباته الملكية . كما أخضع صيدا لسيطرته وبذلك يكون آسرحدون قد أحكم قبضته على سورية كلها وعلى القبائل العربية المتمردة واستطاع أن يلحق بالقوات المصرية التي يقودها طهاركه هزائم متتالية وانسحب طهاركه جنوبا. واستولى آسرحدون على مدينة منف ثم انسحب منها عائدا إلى سورية .
ثم واصل آسرحدون فتوحاته في الشمال والشرق للقضاء على أعدائه من القبائل المتحكمة في كل من إيران وجبال القوقاز . وخلد آسرحدون نفسه كتابة في نقوش بارزة على عدد من المسلات الضخمة التي نصبها تخليدا لذكراه . وقد اكتشفت في تل برسبب (تل الأحمر) اثنتان منها وهما معروضتان في متحف حلب ؛ وعثر على أخرى في زنجرلي في جنوب تركيا ؛ تكاد تكون صورة طبق الأصل عن مسلتي تل برسبب وهي معروضة في متحف الآثار الشرقية القديمة في متحف برلين. وفي المسلة صور الملك نفسه عملاقا يركع أمامه طهارقه ملك النوبة وملك صور طالبين الرحمة منه، وحجمها في المسلة لا يتجاوز ثلث حجم الملك، مشدودين إلى يده بحبل من منخريهما ؛ وتظهر في هذا المشهد الغطرسة الآشورية، فكلا الملكين لم يقعا أسيرين في يده حقيقة الأمر .
قاد جيشه من آشور Assur (شمال العراق وشرق تركيا حالياً) نحو الشمال وضم جبال أرمينيا إلى مملكته حتى بحر قزوين . ثم سار غرباً حتى وصل البحر الأبيض المتوسط وضم هذه الأراضي كلها إلى آشور. شيّد عدداً من المباني العظيمة، أهمها قصر كالخو في محافظة نينوى وأختار آسرحدون مدينة كالخو لتكون عاصمة لمملكته وقد شيد معابدا كثيرة ولم يهمل بناء القصور . ولم يعر النحاتين اهتماما به يّذكر، إذ لم يعثر المنقبون على منحوتات من عصره تضاهي الأعمال الفنية الرائعة التي خلفها أسلافه، باستثناء المسلات الضخمة . وتوفي آسرحدون في سوريا أو فلسطين أثناء قيامه بحملة تأديبية إلى شمال مصر لإخماد حركة تمرد جديدة كان وراءها الملك النوبي طهاركه ؛ وخلفه على العرش ابنه الأصغر آشور بانيبال .